# Sardinella jonesi
Sardinella jonesi es una especie de pez de la familia Clupeidae en el orden de los Clupeiformes.